# Selección de bádminton de Checoslovaquia
La selección de bádminton de Checoslovaquia representó a Checoslovaquia en las competiciones internacionales por equipos de bádminton.

## Participación en competiciones de la BWF

### Sudirman Cup
| Año  | Resultado                 |
| ---- | ------------------------- |
| 1991 | 27 - Grupo 7 Promocionado |